# 122-й меридіан східної довготи
122-й меридіан східної довготи — лінія довготи, що лежить на 122 градуси східніше Гринвіцького меридіана. Вона проходить від Північного полюса через Північний Льодовитий океан, Азію, Індійський океан, Австралазію, Південний океан та Антарктиду до Південного полюса.
122-й меридіан східної довготи формує велике коло разом із 58-мим меридіаном західної довготи.

## Список географічних об'єктів, що перетинає 122° сх. д.
Починаючи на Північному полюсі та рухаючись до Південного полюса, 122-й меридіан східної довготи проходить через:
| Координати                                                   | Країна, територія або море | Примітки                                                                                            |
| ------------------------------------------------------------ | -------------------------- | --------------------------------------------------------------------------------------------------- |
| 90°0′ пн. ш. 122°0′ сх. д. / 90.000° пн. ш. 122.000° сх. д.  | Північний Льодовитий океан | |
| 78°8′ пн. ш. 122°0′ сх. д. / 78.133° пн. ш. 122.000° сх. д.  | Море Лаптєвих              | |
| 72°57′ пн. ш. 122°0′ сх. д. / 72.950° пн. ш. 122.000° сх. д. | Росія                      | |
| 53°25′ пн. ш. 122°0′ сх. д. / 53.417° пн. ш. 122.000° сх. д. | КНР                        | Хейлунцзян Внутрішня Монголія Цзілінь Внутрішня Монголія Ляонін                                     |
| 40°45′ пн. ш. 122°0′ сх. д. / 40.750° пн. ш. 122.000° сх. д. | Жовте море                 | Ляодунська затока                                                                                   |
| 40°7′ пн. ш. 122°0′ сх. д. / 40.117° пн. ш. 122.000° сх. д.  | КНР                        | Проходить через Ляодунський півострів                                                               |
| 39°4′ пн. ш. 122°0′ сх. д. / 39.067° пн. ш. 122.000° сх. д.  | Жовте море                 | |
| 37°30′ пн. ш. 122°0′ сх. д. / 37.500° пн. ш. 122.000° сх. д. | КНР                        | Проходить через Шаньдунський півострів                                                              |
| 36°59′ пн. ш. 122°0′ сх. д. / 36.983° пн. ш. 122.000° сх. д. | Жовте море                 | |
| 33°17′ пн. ш. 122°0′ сх. д. / 33.283° пн. ш. 122.000° сх. д. | Східнокитайське море       | |
| 31°13′ пн. ш. 122°0′ сх. д. / 31.217° пн. ш. 122.000° сх. д. | КНР                        | Шанхай — проходить через Цзюдуаньшу[en]                                                             |
| 31°08′ пн. ш. 122°0′ сх. д. / 31.133° пн. ш. 122.000° сх. д. | Східнокитайське море       | Проходить через міст Дунхай[en]                                                                     |
| 30°9′ пн. ш. 122°0′ сх. д. / 30.150° пн. ш. 122.000° сх. д.  | КНР                        | Чжецзян — проходить через острів Чжоушань[en], материк і кілька невеликих острівців                 |
| 29°46′ пн. ш. 122°0′ сх. д. / 29.767° пн. ш. 122.000° сх. д. | Східнокитайське море       | |
| 25°1′ пн. ш. 122°0′ сх. д. / 25.017° пн. ш. 122.000° сх. д.  | Республіка Китай           | Проходить через найсхіднішу точку острова Тайвань                                                   |
| 25°0′ пн. ш. 122°0′ сх. д. / 25.000° пн. ш. 122.000° сх. д.  | Східнокитайське море       | |
| 25°0′ пн. ш. 122°0′ сх. д. / 25.000° пн. ш. 122.000° сх. д.  | Філіппінське море          | Проходить східніше островів Батанес, Філіппіни                                                      |
| 20°29′ пн. ш. 122°0′ сх. д. / 20.483° пн. ш. 122.000° сх. д. | Філіппіни                  | Проходить через острів Батан[en]                                                                    |
| 20°27′ пн. ш. 122°0′ сх. д. / 20.450° пн. ш. 122.000° сх. д. | Філіппінське море          | Проходить східніше островів Бабуян[en], Філіппіни                                                   |
| 18°17′ пн. ш. 122°0′ сх. д. / 18.283° пн. ш. 122.000° сх. д. | Філіппіни                  | Проходить через острів Лусон                                                                        |
| 16°2′ пн. ш. 122°0′ сх. д. / 16.033° пн. ш. 122.000° сх. д.  | Філіппінське море          | |
| 15°2′ пн. ш. 122°0′ сх. д. / 15.033° пн. ш. 122.000° сх. д.  | Філіппіни                  | Проходить через острів Полілло                                                                      |
| 14°40′ пн. ш. 122°0′ сх. д. / 14.667° пн. ш. 122.000° сх. д. | Затока Ламон[en]           | |
| 14°10′ пн. ш. 122°0′ сх. д. / 14.167° пн. ш. 122.000° сх. д. | Філіппіни                  | Проходить через острови Алабат[en] і Лусон                                                          |
| 13°48′ пн. ш. 122°0′ сх. д. / 13.800° пн. ш. 122.000° сх. д. | Затока Таябас[en]          | |
| 13°31′ пн. ш. 122°0′ сх. д. / 13.517° пн. ш. 122.000° сх. д. | Філіппіни                  | Проходить через острів Маріндук                                                                     |
| 13°12′ пн. ш. 122°0′ сх. д. / 13.200° пн. ш. 122.000° сх. д. | Протока Таблас[en]         | Проходить західніше острова Бантон[de], Філіппіни Проходить західніше острова Сімара[de], Філіппіни |
| 12°36′ пн. ш. 122°0′ сх. д. / 12.600° пн. ш. 122.000° сх. д. | Філіппіни                  | Проходить через острів Таблас                                                                       |
| 12°8′ пн. ш. 122°0′ сх. д. / 12.133° пн. ш. 122.000° сх. д.  | Море Сібуян                | |
| 11°55′ пн. ш. 122°0′ сх. д. / 11.917° пн. ш. 122.000° сх. д. | Філіппіни                  | Проходить через острів Панай                                                                        |
| 11°45′ пн. ш. 122°0′ сх. д. / 11.750° пн. ш. 122.000° сх. д. | Море Сулу                  | |
| 10°57′ пн. ш. 122°0′ сх. д. / 10.950° пн. ш. 122.000° сх. д. | Філіппіни                  | Проходить через острів Панай                                                                        |
| 10°26′ пн. ш. 122°0′ сх. д. / 10.433° пн. ш. 122.000° сх. д. | Море Сулу                  | |
| 7°15′ пн. ш. 122°0′ сх. д. / 7.250° пн. ш. 122.000° сх. д.   | Філіппіни                  | Проходить через острів Мінданао                                                                     |
| 6°56′ пн. ш. 122°0′ сх. д. / 6.933° пн. ш. 122.000° сх. д.   | Протока Басілан[en]        | |
| 6°44′ пн. ш. 122°0′ сх. д. / 6.733° пн. ш. 122.000° сх. д.   | Філіппіни                  | Проходить через острови Басілан[de] та Тапіантана                                                   |
| 6°17′ пн. ш. 122°0′ сх. д. / 6.283° пн. ш. 122.000° сх. д.   | Море Сулавесі              | |
| 1°2′ пн. ш. 122°0′ сх. д. / 1.033° пн. ш. 122.000° сх. д.    | Індонезія                  | Проходить через півострів Мінагаса на острові Сулавесі                                              |
| 0°28′ пн. ш. 122°0′ сх. д. / 0.467° пн. ш. 122.000° сх. д.   | Затока Томіні              | |
| 0°21′ пд. ш. 122°0′ сх. д. / 0.350° пд. ш. 122.000° сх. д.   | Індонезія                  | Проходить через острови Тогіан[en]                                                                  |
| 0°25′ пд. ш. 122°0′ сх. д. / 0.417° пд. ш. 122.000° сх. д.   | Затока Томіні              | |
| 0°56′ пд. ш. 122°0′ сх. д. / 0.933° пд. ш. 122.000° сх. д.   | Індонезія                  | Проходить через Східний півострів на острові Сулавесі                                               |
| 1°38′ пд. ш. 122°0′ сх. д. / 1.633° пд. ш. 122.000° сх. д.   | Море Банда                 | |
| 2°37′ пд. ш. 122°0′ сх. д. / 2.617° пд. ш. 122.000° сх. д.   | Індонезія                  | Проходить через Південно-Східний півострів на острові Сулавесі                                      |
| 4°53′ пд. ш. 122°0′ сх. д. / 4.883° пд. ш. 122.000° сх. д.   | Море Банда                 | |
| 5°9′ пд. ш. 122°0′ сх. д. / 5.150° пд. ш. 122.000° сх. д.    | Індонезія                  | Проходить через острів Кабаена[en]                                                                  |
| 5°31′ пд. ш. 122°0′ сх. д. / 5.517° пд. ш. 122.000° сх. д.   | Море Банда                 | проходить східніше островів Селаяр[en], Індонезія                                                   |
| 7°29′ пд. ш. 122°0′ сх. д. / 7.483° пд. ш. 122.000° сх. д.   | Флореське море             | |
| 8°26′ пд. ш. 122°0′ сх. д. / 8.433° пд. ш. 122.000° сх. д.   | Індонезія                  | Проходить через острів Флорес                                                                       |
| 8°48′ пд. ш. 122°0′ сх. д. / 8.800° пд. ш. 122.000° сх. д.   | Море Саву                  | |
| 10°27′ пд. ш. 122°0′ сх. д. / 10.450° пд. ш. 122.000° сх. д. | Індонезія                  | Проходить через острів Саву[en]                                                                     |
| 10°28′ пд. ш. 122°0′ сх. д. / 10.467° пд. ш. 122.000° сх. д. | Індійський океан           | |
| 13°36′ пд. ш. 122°0′ сх. д. / 13.600° пд. ш. 122.000° сх. д. | Австралія                  | Західна Австралія — проходить через риф Серінгапатам[en]                                            |
| 13°42′ пд. ш. 122°0′ сх. д. / 13.700° пд. ш. 122.000° сх. д. | Індійський океан           | Проходить східніше острова Скотт[en], Західна Австралія, Австралія                                  |
| 18°24′ пд. ш. 122°0′ сх. д. / 18.400° пд. ш. 122.000° сх. д. | Австралія                  | Західна Австралія — проходить через материк та архіпелаг Решерш[en]                                 |
| 34°8′ пд. ш. 122°0′ сх. д. / 34.133° пд. ш. 122.000° сх. д.  | Індійський океан           | Австралія визнає цю акваторію частиною Південного океану[1][2]                                      |
| 60°0′ пд. ш. 122°0′ сх. д. / 60.000° пд. ш. 122.000° сх. д.  | Південний океан            | |
| 66°11′ пд. ш. 122°0′ сх. д. / 66.183° пд. ш. 122.000° сх. д. | Антарктида                 | Проходить через Австралійську антарктичну територію (претендує Австралія)                           |